# Urinals
The Urinals (с англ. — «Писсуары») — панк-рок группа из Южной Калифорнии. Известны благодаря своему минималистическому подходу к музыке — их песни описывали, как «панк-хокку» — группа повлияла на другие панк-рок коллективы 1970-х и 1980-х годов, включая Minutemen. Urinals также известны под названиями 100 Flowers и Chairs of Perception.

## История
Коллектив сформировался в 1978 году Джоном Джонсом, Кьель Йохансеном, и Кевином Барреттом, первое выступление группы было пародией на панк-рок, исполненное на шоу талантов в их общежитии УКЛА. Несмотря на то, что никто из членов группы не умел играть на своих инструментах, они продолжали давать концерты на территории их университета. Их песни зачастую были короткими, они редко использовали больше двух аккордов.
Впервые они дали концерт за пределами университета в ночном клубе Raul’s в Остине, Техас. Вернувшись в Лос-Анджелес, они выступили с такими группами как The Go-Go's и Black Flag. Позже последовал небрежно-записанный мини-альбом, состоящий из четырёх треков, спродюсированный Витусом Матаре (участником музыкальных групп Лос-Анджелеса The Last и Trotsky Icepick). Когда они перешли к более утонченному звучанию, коллектив взял другое название 100 Flowers (они были вдохновлены известным лозунгом Мао Цзэдуна), но распался в 1983 году.
Коллектив воссоединился в 1996 году, под старым названием Urinals, издав новый альбом в 2003 году в CD-формате. Позже коллектив взял название Chairs of Perception (рус. Стулья восприятия) (отсылка к Дверям восприятия Олдоса Хаксли), перед тем, как обратно вернуться к их старому названию Urinals в 2008 году.

## Кавер-версии
Minutemen записали кавер на песню «Ack Ack Ack Ack» (под названием «Ack Ack Ack»), который был издан на альбомах The Politics of Time и 3-Way Tie (For Last). Клип песни, режиссёром которого был Джон Джонс, был последним клипом Minutemen, в связи со смертью их гитариста и основателя Д. Буна.
No Age записали кавер на песню «Male Masturbation», который попал на их мини-альбом Eraser.
Mika Miko записали кавер на песню «Sex», изданный на их полноформатном альбоме We Be Xuxa.
Yo La Tengo записали кавер на песню «Black Hole» (издан на их мини-альбоме Little Honda) и «Surfin' with the Shah». Также, кавер на песню «Black Hole» записывали другие группы, такие как Leaving Trains, Angry Angles, Women, Gun Club, и Grass Widow.
Кавер на песню «I’m a Bug» записывали Halo of Flies, Лили 3. (англ. Lili Z.) (семидюймовая пластинка Let’s Go), The Meatmen (полноформатный альбом Cover the Earth), Ceremony (семидюймовый сингл «Hysteria»), Sex Cult (семидюймовая пластинка Plain Jane) и Metz.
Кавер-версии на песню «Hologram» записали Digital Leather (полноформатный альбом Sorcerer) и Human Eye (семидюймовая пластинка Dinosaur Bones).
Другие музыкальные коллективы, которые записывали кавер-версии на песни Urinals: Butthole Surfers, The Dishes, The Reds, Mike Watt, и Eleventh Dream Day.

## Участники группы
- Делия Франкель — Вокал (1978)
- Джон Джонс — Бас-гитара, вокал (1978—1983, 1996 — наши дни)
- Стив Уиллард — Гитара (1978)
- Кьель Йохансен — Гитара, орган[7], вокал (1978—1983, 1996—1998)
- Род Баркер — Гитара, вокал (1998—2005)
- Роб Роберж — Гитара (2006 — наши дни)
- Кевин Барретт — Ударные, вокал (1978—1983, 1996 — наши дни)

## Дискография
- The Urinals (7" EP, 1978, Happy Squid Records)
- Another EP (7" EP, 1979, Happy Squid Records)
- «Sex»/«Go Away Girl» (7" EP, 1980, Happy Squid Records)
- Negative Capability…Check It Out! (CD, 1996, Amphetamine Reptile Records, 2004, Warning Label Records, LP, 2013, In The Red)
- What Is Real and What Is Not (CD, 2003, Warning Label)
- Next Year At Marienbad (CD/LP, 2015, Happy Squid Records)

Под названием 100 Flowers:
- Presence of Mind (7" EP, 1982, Happy Squid)
- 100 Flowers (LP, 1983, Happy Squid)
- Drawing Fire (EP, 1984, Happy Squid)
- 100 Years of Pulchritude (CD, 1990, Rhino Records)

### Концертные сборники
- The Happy Squid Sampler (1980, Happy Squid)
  - Включая песню «U»
- Life is Ugly So Why Not Kill Yourself (1982, New Underground)
  - Включая песни «Sensible Virgin» и «She’s a Drone»
- Human Music (1988, Homestead)
  - Включая песню «I’m Like You»
- Warfrat Tales (Unabridged) (2005, Avebury Records)
  - Включая песни «I’m Like You» и «Scholastic Aptitude»

Под названием 100 Flowers:
- Keats Rides A Harley (1981, Happy Squid, 2005, Warning Label Records)
  - Включая песню «Salmonella»
- Hell Comes To Your House (1981, Bemisbrain)
  - Включая песню «Reject Yourself»
- Life is Ugly So Why Not Kill Yourself (1982, New Underground)
  - Включая песню «Sensible Virgins»
- Warfrat Tales (1983, Warfrat Grammophon; 2005, Avebury Records)
  - Включая песни «100 Flowers» и «From the Fire»
- The Radio Tokyo Tapes (1983, Ear Movie)
  - Включая песню «The Long Arm of the Social Sciences»